# Physics of the Future
Physics of the Future: How Science Will Shape Human Destiny and Our Daily Lives by the Year 2100 är en bok av den teoretiska fysikern Michio Kaku, som även är författare till The Future of the Mind och Physics of the Impossible. Boken utgavs 2011.
Kaku spekulerar om framtida tekniska utvecklingar, närmare bestämt de kommande 100 åren. Han intervjuar kända forskare i sitt forskningsområde och lägger fram sin vision om den kommande utvecklingen inom medicin, datorer, artificiell intelligens, nanoteknik, och energiproduktion. Kaku skriver hur han hoppas att hans förutsägelser för 2100 kommer att bli lika framgångsrika som science fiction-författaren Jules Vernes 1863 roman Paris i tjugonde seklet. Kaku kontrasterar Vernes förutseende i jämförelse med den amerikanske postmästargeneralen John Wanamaker, som 1893 förutspådde att post fortfarande skulle levereras av diligenser och hästar om 100 år, och IBMs ordförande Thomas J. Watson, som 1943 påstås ha sagt "jag tror det finns en världsmarknad för kanske fem datorer". Kaku pekar på denna långa historia av misslyckade förutsägelser mot framsteg för att understryka sin uppfattning "att det är mycket farligt att satsa mot framtiden".